# Armari de cablejat

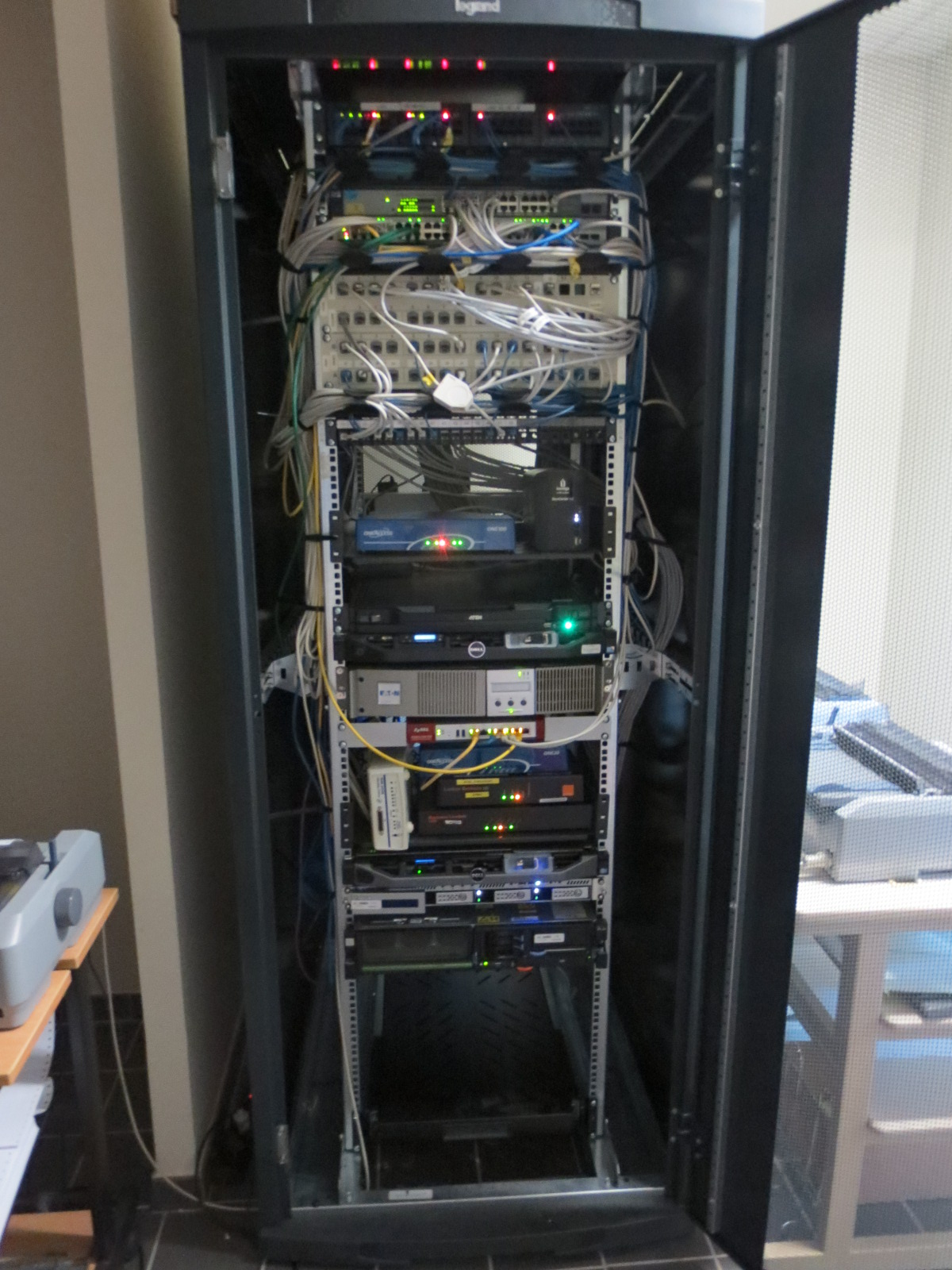
Exemple d'un armari de cablejat amb servidor, encaminadors, commutador de xarxa, panells de connexió, connectors RJ45, inversors, regleta elèctrica, interruptor de telèfon privat / veu sobre IP, mòdems...

Un armari de cablejat o armari de xarxa és un armari tècnic que centralitza els elements d'una xarxa de telefonia o d'una xarxa informàtica. Normalment inclou dispositius com : una central d'alarma, un quadre elèctric acoblat amb un inversor, sistemes de vídeo (televisió per cable i videovigilància), encaminadors Ethernet, terminacions de fibra òptica, panells de connexió.

## Característiques
Un armari de cablejat és una petita habitació que es troba habitualment en edificis institucionals, com ara escoles i oficines, on es fan connexions elèctriques. Tot i que s'utilitzen per a molts propòsits, el seu ús més comú és per a xarxes d'ordinadors on es pot anomenar sala de distribució de cables de les instal·lacions (habitació PWD). Molts tipus de connexions de xarxa limiten la distància entre els equips de l'usuari final, com ara els ordinadors personals, i els dispositius d'accés a la xarxa, com els encaminadors. Aquestes restriccions requereixen armaris de connexió a cada planta, per exemple, un Bastidor de 19 polzades en un edifici corporatiu.
La gestió del cablejat als armaris de connexió és un tema important amb la complexitat creixent dels sistemes electrònics actuals. A part de l'aspecte estètic, una bona gestió dels cables redueix els temps de resolució de problemes i permet una refrigeració eficient afavorint una bona circulació de l'aire.

## Armari de xarxa

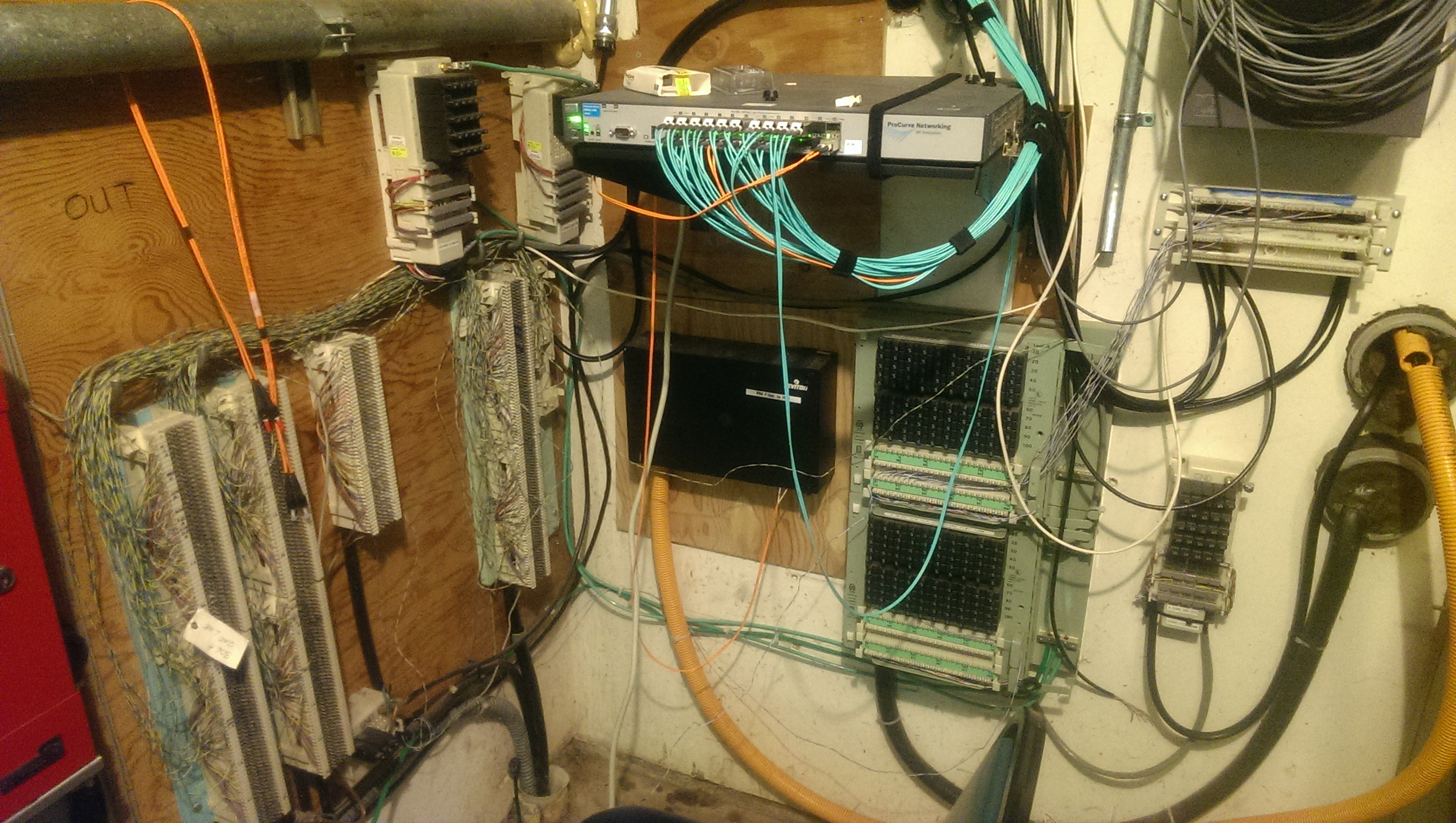
L'interior d'un armari de cablejat en una petita universitat pública. S'hi pot veure un interruptor de fibra òptica (a dalt), un bloc de perforació de tipus 66 (esquerra) i dos blocs de perforació de tipus 110 (dreta, inferior). El conducte taronja conté el cable de fibra òptica.

En entorns grans, diferents tipus de connexions posen límits a la distància entre els equips d'usuari (ordinador personal, impressores, telèfons...) i els dispositius d'accés a la xarxa (encaminadors, commutadors de xarxa, PBX). . .
Un armari de xarxa informàtica està equipat generalment amb
- Sistemes d'alarma
- Panells d'interruptors
- Sistemes de vídeo, com ara televisió per cable i sistemes de televisió de circuit tancat
- Encaminadors Ethernet, commutadors de xarxa, tallafocs
- Terminacions de fibra òptica
- Panells de connexió
- Blocs PBX telefònica
- Punts d'accés sense fil

- , Veu sobre IP

## Galeria

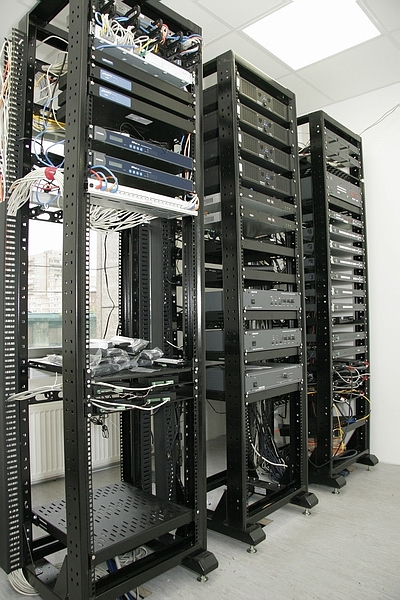
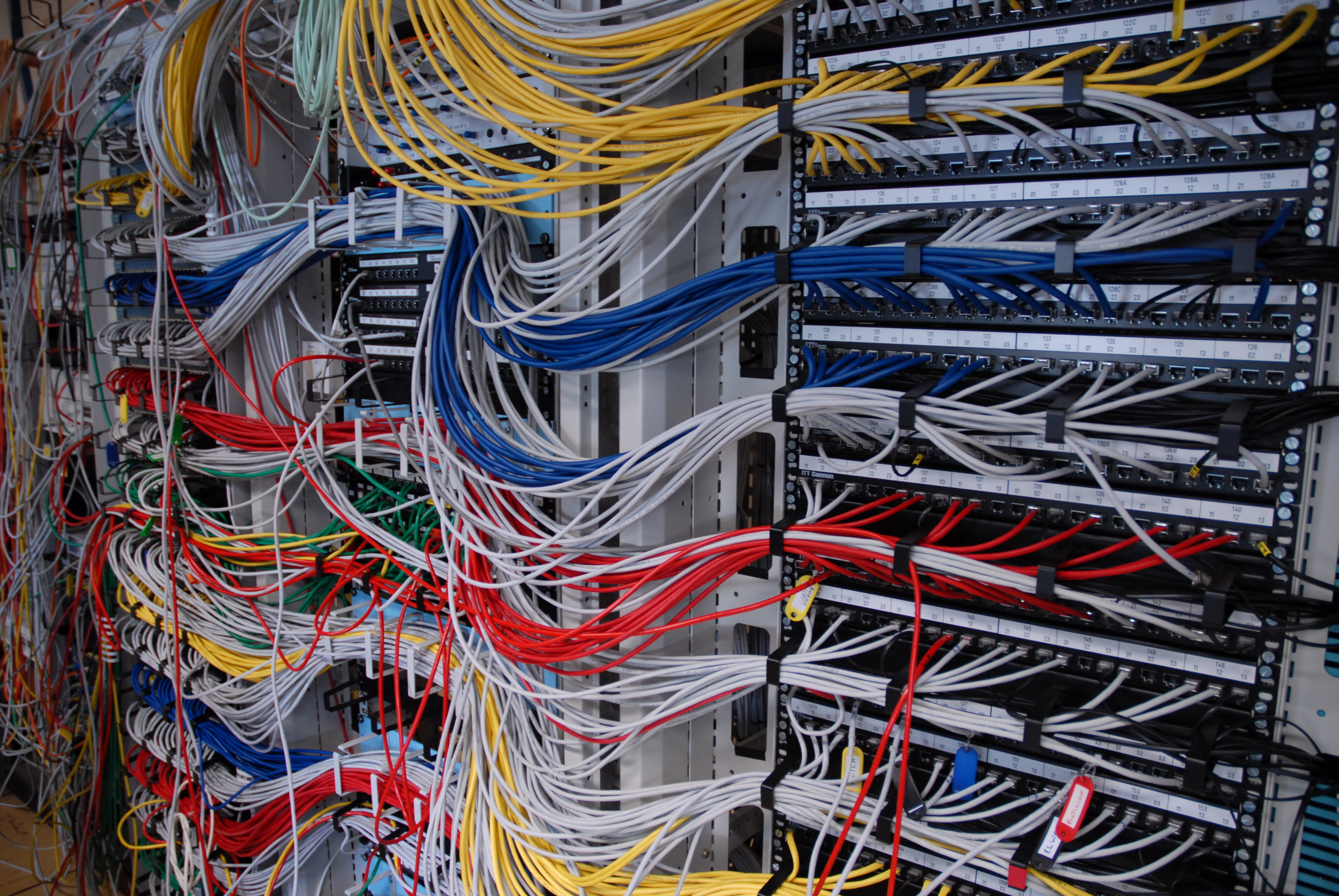
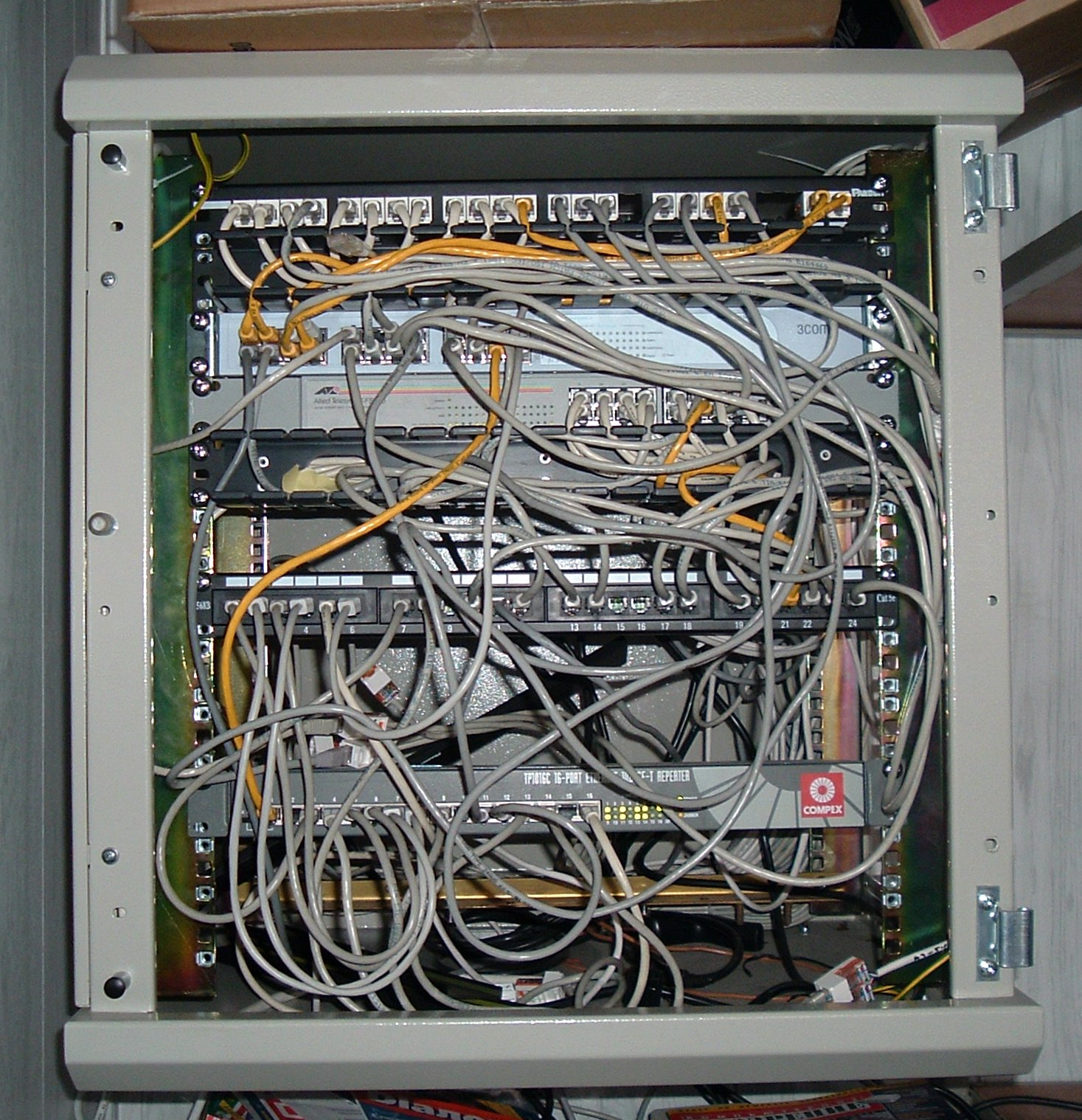